# Erebia youngi
Erebia youngi är en fjärilsart som beskrevs av Holland 1900. Erebia youngi ingår i släktet Erebia och familjen praktfjärilar. Inga underarter finns listade i Catalogue of Life.